# Jürgen Hunke
Jürgen Hunke (* 8. Juni 1943 in Halle (Westf.)) ist ein deutscher Unternehmer, ehemaliger Sportfunktionär, ehemaliger Politiker der Statt Partei, Theaterbesitzer, Verleger, Buchautor und Mäzen.

## Leben
Hunke, der in Gütersloh zur Schule ging, war als Jugendlicher Außendienstmitarbeiter eines Parfümerieunternehmens. Er besuchte ab dem 20. Lebensjahr die Werbefachschule in Hannover. Hunke wurde mit 24 Jahren Geschäftsführer eines Kosmetikunternehmens. 1962 zog er nach Hamburg. Er war für ein US-Handelsunternehmen tätig, dessen Vermarktungsabteilung er leitete. Hunke wurde als Geschäftsführer der Zeus Vertriebsgesellschaft mbH bekannt, die er 1974 gemeinsam mit Gerd F. Klein gegründet hatte. Das Unternehmen, das Zeitschriften, Bücher, Schallplatten und Reisen vertrieb sowie Versicherungen aller Art vornehmlich für junge Leute vermittelte, geriet wegen des Einsatzes von Drückerkolonnen in die Kritik. 1981 firmierte die Firma um in ZEUS Vermittlungsgesellschaft mbH und konzentrierte sich in Kooperation mit der Versicherungsgruppe Deutscher Ring und Continentale auf die Vermittlung von Versicherungen und Kapitalanlagen aller Art für junge Leute und beschäftigte bis zu 800 Vertreter. Dies wurde ihm unter anderem vom Bund der Versicherten vorgehalten, als er im Jahr 1990 für die Präsidentschaft des Hamburger SV kandidierte. Hunke wehrte sich gegen die Vorwürfe und setzte sich schließlich gegen Joachim Dege, Chef der Hamburger Mercedes-Niederlassung, durch. 
Von November 1990 bis Oktober 1993 war Hunke HSV-Präsident. Kernaufgabe von Hunkes Amtszeit als Präsident war die finanzielle Sanierung des damals wirtschaftlich schwer angeschlagenen und mit rund 15 Millionen D-Mark verschuldeten Vereins. Hierzu gründete er 1991 die HSV Sport Aktiengesellschaft (seit 2014 HSV Fußball AG), deren Vorstand er bis 1997 und deren Aufsichtsrat er bis 2014 angehörte. Er initiierte unter anderem die Ausgabe von 36.000 Schuldscheinen, die als „Aktien“ à 1.000 DM deklariert wurden. Das Modell war als ein Novum im deutschen Profifußball damals Gegenstand bundesweiter Berichterstattung. Letztlich wurden aber nicht ausreichend Aktien verkauft, um den Verein zu sanieren, der Löwenanteil der Sanierung wurde damals in Hunkes Ägide durch den Verkauf von Thomas Doll an Lazio Rom im Sommer 1991 erwirtschaftet. Zuvor hatte Hunke im Mai 1991 eine Bürgschaft der Stadt Hamburg in Höhe von drei Millionen D-Mark erreicht, wodurch der zwischenzeitlich drohende Entzug der Bundesliga-Teilnahmeberechtigung abgewendet wurde. Im Frühsommer 1991 kam es zwischen Hunke und dem damaligen HSV-Manager Georg Volkert öffentlich zum Streit über die Verpflichtung eines Spielers. Volkert kritisierte Hunkes Führungsstil, während Hunke Volkerts Arbeitsweise in Zweifel zog. Der Sportinformationsdienst bezeichnete die Auseinandersetzung als „Hunke-Volkert-Horror-Show“. Im November 1991 war Hunke Mitgründer des 1. VC Hamburg.
Mitte Mai 1992 räumte Hunke in der Presse ein, zu Beginn seiner Amtszeit als HSV-Präsident auf einen Mann hereingefallen zu sein, der sich als Wahrsager ausgab. Dieser hielt sich zeitweise auch im erweiterten Umfeld der Mannschaft auf. Hunke gab an, dem Mann zu Beginn seiner Tätigkeit beim HSV „privates Geld gegeben“ zu haben, „um Schaden vom HSV fernzuhalten.“ Später warnte Hunke intern und öffentlich vor dem Mann, den er als „Scharlatan“ bezeichnete und gegen den er Strafanzeige wegen Erpressung und Nötigung stellte. Das Hamburger Abendblatt schrieb von einer „Hexer-Affäre“. Ab Oktober 1992, als sich bereits Hunkes Rückzug vom Amt des HSV-Vorsitzenden abzeichnete, machte er sich für den Bau eines neuen Fußballstadions (als Standort war die Trabrennbahn Bahrenfeld im Gespräch) und einer Großraumhalle in Hamburg stark. Kurz vor dem Ende von Hunkes Amtszeit als HSV-Vorsitzender wurde in der Presse über die wirtschaftliche Gesundung des Vereins berichtet, der laut Hamburger Abendblatt zu diesem Zeitpunkt „erstmals seit Jahrzehnten“ wieder „ein unbelastetes Vermögen von mehreren Millionen Mark“ aufwies. Nach Aussage Hunkes war das unter anderem durch Zuschauereinnahmen, Freundschaftsspiele und Spielerverkäufe gelungen. Die Deutsche-Presseagentur urteilte im Oktober 1993, Hunkes Amtszeit klinge mit einer „eindrucksvollen Wirtschaftsbilanz“ aus.
Von November 1996 bis Dezember 2000 und von November 2004 bis Januar 2009 war Hunke Mitglied des Aufsichtsrats des Hamburger SV, wobei er des Öfteren kritisch zur Vereinspolitik Stellung bezog. Auf der Mitgliederversammlung am 9. Januar 2011 zog er erneut in den Aufsichtsrat ein. Im Januar 2019 kandidierte Hunke bei der Mitgliederversammlung als Präsident des Hamburger SV e. V.
Jürgen Hunke sagte über das Thema Ausgliederung der Fußball-Profiabteilung beim Hamburger SV folgendes:

„Darüber denke ich gar nicht nach, das kommt für mich ohnehin nicht infrage. Allein aus Respekt vor unseren Großvätern, die diesen Verein über zwei Weltkriege erhalten haben.“

Seit 1994 war Jürgen Hunke für zwei Jahre geschäftsführender Gesellschafter der Hamburger Kammerspiele, die er vor dem finanziellen Ruin gerettet hat. Das Haus wurde 2002 komplett renoviert und erweitert. Heute ist es ein wichtiges Zentrum für Kultur und Kommunikation in Hamburg. Hunke, der bis 2000 noch als Geschäftsführer der Zeus-Firmengruppe tätig war, bezeichnete sich danach als „unabhängiger, selbst bestimmter Privatier“. Er gründete 2005 den Hamburger Trab-Zentrum e. V. (HTZ) und setzte sich als dessen Präsident (bis 2008) für den Erhalt der Hamburger Trabrennbahn ein. Seit September 2008 ist er Herausgeber des von ihm finanzierten Online-Magazins Guten-Morgen-Hamburg.

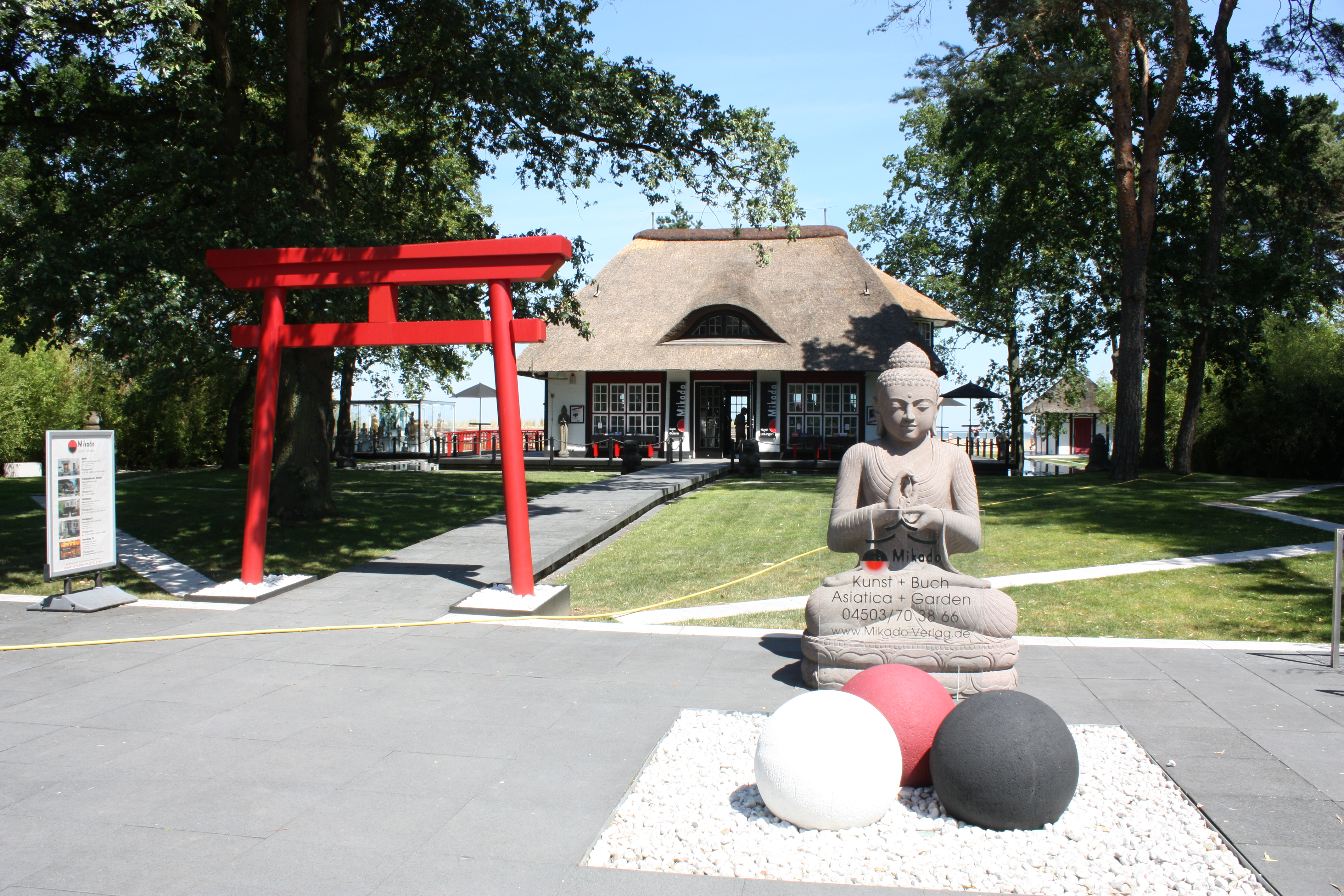
Mikado in Timmendorfer Strand

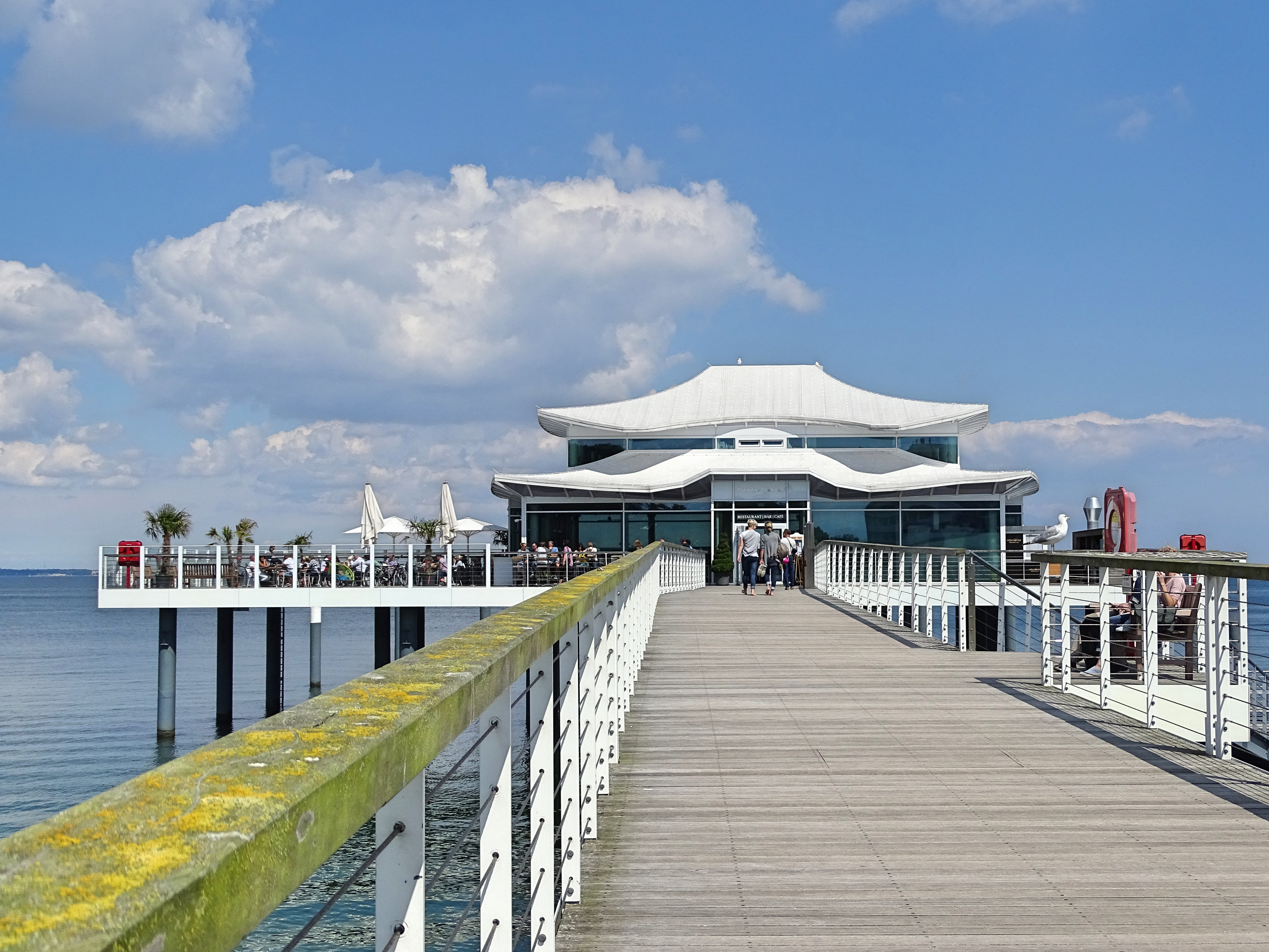
Seebrücke mit Teehaus

Hunke ist geschäftsführender Gesellschafter der MIKADO GmbH und Besitzer einer der größten Buddha-Sammlungen in Deutschland. In den Mikado-Galerien (Timmendorfer Strand, Hamburg und Berlin) stellt er Skulpturen, Gemälde und alte Kunst aus verschiedenen fernöstlichen Ländern aus.
Hunke plante 2010 auf der Seebrücke des Ostseebades Timmendorfer Strand den Bau eines asiatischen Mikado-Teehauses. Im Mai 2012 kündigte die Gemeinde Timmendorfer Strand nach längeren Streitigkeiten um Zuständigkeiten, Sicherheiten und außerplanmäßigen Kosten in Höhe von 2,4 Millionen Euro den Vertrag mit Hunke. Hunke sah eine Kunstausstellung in dem Teehaus vor, die Gemeinde Timmendorfer Strand präferierte hingegen einen gastronomischen Ausflugsbetrieb. Am Ende sollte ein Bürgerentscheid über die Zukunft des Teehauses entscheiden. Der Kaufmann legte daraufhin eine Feststellungsklage ein.
Das Teehaus sollte ursprünglich eine Schenkung des Kunstmäzens Hunke an die Gemeinde Timmendorfer Strand sein. 
Um die Streitigkeit zu schlichten, war eine Spende zur freien Verwendung an die SPD-Ortsgruppe im Gespräch.
Anstatt eines Teehauses eröffnete der Gastronom Christian Kermel am 1. Juli 2014 das Restaurant „Wolkenlos“. Am 19. Oktober 2017 gab die Gemeinde bekannt, dass erhebliche Baumängel an der Glasfront des Gebäudes bestünden, für deren Beseitigung sie voraussichtlich weitere € 800.000 aufwenden müsse.
Hunke war Mitglied der Statt Partei und bei den Wahlen für die Hamburger Bürgerschaft 1997 und 2001 deren Spitzenkandidat.
2017 veröffentlichte Jürgen Hunke sein neuestes Buch Du wirst 70. Freu Dich drauf!, in dem er sich dem Leben im Alter widmet. Im Herbst 2022 stieg Hunke als Gesellschafter beim zahlungsunfähigen Stadtfernsehsender Hamburg 1 ein und übernahm 50 Prozent der Anteile an der KG Hamburg 1 Fernsehen Beteiligung GmbH & Co. Er trug damit zur Rettung des Senders bei. Mitte Januar 2023 verkauften Hunke und der zweite Gesellschafter Frank Otto ihre Anteile an dem Sender an die Godd Media Broadcast GmbH in Berlin.

## Werke (Auswahl)
- Der Hebel Zeit. Die Jahrhundert-Idee, KJM Buchverlag 2023, ISBN 978-3-96194-214-5
- Die untrainierte Gesellschaft
- Du wirst 60 – und was dann?
- Wohlfühlen – Der Megatrend
- Ausreden – Die neue Volkskrankheit
- Sieh zu, wie Steine wachsen!